# Massimo Rastelli
Massimo Rastelli (* 27. Dezember 1968 in Torre del Greco) ist ein ehemaliger italienischer Fußballspieler und derzeitiger -trainer. Als Aktiver unter anderem für AS Lucchese Libertas, Piacenza Calcio und den SSC Neapel aktiv, war er als Trainer von 2012 bis 2015 beim AS Avellino 1912 erfolgreich.

## Spielerkarriere
Massimo Rastelli begann seine fußballerische Karriere 1987 beim Amateurverein Solofra. Von dort aus wechselte er als 20-Jähriger 1988 zum US Catanzaro, der damals in der zweitklassigen Serie B spielte. Mit Catanzaro beendete Massimo Rastelli die Saison 1988/89 auf dem elften Rang in der Serie B. Danach spielte er ein Jahr für den AC Mantova in der Serie C1, wo am Ende Tabellenplatz fünf heraussprang.
Ab 1990 kickte Massimo Rastelli sieben Jahre lang im Trikot des AS Lucchese Libertas. Lucchese war gerade in die Serie B aufgestiegen, als Rastelli sich dem Verein anschloss, und hielt sich mit Platz sechs als Aufsteiger souverän. Dabei war man nur zwei Punkte gegenüber Ascoli Calcio von der Rückkehr in die Erstklassigkeit nach einigen Jahrzehnten entfernt. In der Folgezeit etablierte sich Lucchese Libertas in der Serie B und erreichte reihenweise Platzierungen im Mittelfeld. Erst 1994/95 wurde es erstmals wieder etwas brenzlig im Abstiegskampf. Im Jahr darauf wurde man jedoch erneut Sechster und verpasste den Erstligaaufstieg wieder nur relativ knapp. Massimo Rastelli spielte insgesamt von 1990 bis 1997 für AS Lucchese Libertas und machte in dieser Zeit 222 Ligaspiele für den Verein, in denen ihm fünfzig Treffer gelangen.
1997 wechselte der Angreifer zum Erstligisten Piacenza Calcio, wo er die folgenden vier Jahre bis 2001 verbrachte. Nachdem in den ersten beiden Spielzeiten jeweils der Klassenerhalt erreicht wurde, musste Piacenza nach Ende der Serie A 1999/2000 den Gang zurück in die Zweitklassigkeit antreten. In der Serie B 2000/01 gelang allerdings sofort der direkte Wiederaufstieg. Als dieser bewerkstelligt war, verließ Massimo Rastelli Piacenza Calcio nach vier Jahren und 116 Ligaspielen mit zwölf Toren wieder. Sein neuer Arbeitgeber wurde der Traditionsverein SSC Neapel, der sich damals allerdings in einer existenziellen Krise befand. Napoli war soeben aus der Serie A abgestiegen und verpasste in der Serie B 2001/02 als Fünfter den Wiederaufstieg knapp. Massimo Rastelli spielte für den SSC Neapel in 32 Zweitligaspielen und erzielte dabei sechs Tore. Die Folgesaison verbrachte der Stürmer beim Erstligaaufsteiger Reggina Calcio, wo er allerdings kein Stammspieler war. Reggina gelang in der Serie A 2002/03 der knappe Klassenerhalt. Dieses Ziel misslang bei Como Calcio, für das Massimo Rastelli in der folgenden Serie-B-Saison spielte. Dort war er allerdings ausgesprochen erfolglos und stieg mit Como Calcio als Tabellenletzter in die Lega Pro Prima Divisione ab.
Im Sommer 2004 wechselte Rastelli zum US Avellino, für den er in der Folge zwei Jahre spielte. Auch Avellino war wie Como im Vorjahr aus der Serie B abgestiegen, schaffte jedoch im Folgejahr als Zweiter der Girone B der Lega Pro Prima Divisione hinter Rimini Calcio die direkte Rückkehr in die Zweitklassigkeit. Dort ereilte die Mannschaft jedoch der direkte Wiederabstieg. Von 2006 bis 2008 folgte für Massimo Rastelli ein Engagement bei Sorrento Calcio. Mit dem süditalienischen Verein stieg er im ersten Jahr als Meister der Girone B der Serie C2 in die dritte Liga auf. Dort gelang im Folgejahr der Klassenerhalt. Seine letzte Saison als aktiver Fußballspieler hatte Massimo Rastelli schließlich von 2008 bis 2009 beim Viertligisten SS Juve Stabia, ehe er seine Laufbahn im Sommer 2009 im stolzen Fußballalter von vierzig Jahren beendete.

## Trainerkarriere
Nach dem Ende seiner Spielerkarriere übernahm er im Sommer 2009 das Traineramt bei seinem alten Klub SS Juve Stabia. Mit den Kampaniern belegte er in der Lega Pro Seconda Divisione 2009/10 den ersten Platz in der Girone C mit einem Vorsprung von vier Zählern auf die US Catanzaro. Dies bedeutete den Aufstieg von Juve Stabia in die Lega Pro Prima Divisione. Wenig später trennten sich die Wege von Verein und Trainer wieder, Rastellis Nachfolger wurde Piero Braglia, der Juve Stabia schließlich bis in die Serie B führte. Rastelli übernahm nach acht Spieltagen der Folgesaison in der gleichen Spielklasse das Traineramt bei Football Brindisi 1912 und führte den Verein in dieser Saison auf den dreizehnten Tabellenplatz, nach Saisonende ging Brindisi allerdings in die Insolvenz und musste zwangsabsteigen. Im Sommer 2011 heuerte Massimo Rastelli als neuer Coach vom Drittligisten Calcio Portogruaro-Summaga an, mit dem er in der Lega Pro Prima Divisione Girone B den zehnten Platz belegte. Nach Saisonende wurde das Engagement nicht verlängert.
Im Sommer 2012 wurde Massimo Rastelli neuer Trainer des Drittligisten AS Avellino 1912. Mit dem ehemaligen Erstligaverein spielte Rastelli eine starke Saison und landete am Ende auf dem ersten Platz der Girone B der Lega Pro Prima Divisione. Mit zwei Zählern vor AC Perugia Calcio bedeutete dies den Aufstieg in die Serie B. Dort gelang als Aufsteiger in der Serie B 2013/14 mit Tabellenplatz elf souverän der Klassenerhalt. Im Folgejahr beendete Avellino unter Rastelli die Zweitligasaison als Achter und war damit teilnahmeberechtigt in den Playoff-Spielen um den Aufstieg in die Serie A. Dort bestritt man die erste Runde gegen Spezia Calcio mit 2:1 nach Verlängerung siegreich. In der zweiten Runde hingegen kam gegen den FC Bologna knapp das Aus. Zur Saison 2015/16 wurde Rastelli neuer Trainer von Cagliari Calcio. Am 17. Oktober 2017 wurde er freigestellt.

## Erfolge

### Als Spieler
- Aufstieg in die Serie A: 1×

2000/01 mit Piacenza Calcio
- Aufstieg in die Serie B: 1×

2004/05 mit der US Avellino
- Aufstieg in die Serie C1: 1×

2006/07 mit Sorrento Calcio

### Als Trainer
- Aufstieg in die Serie A: 1×

2015/16 mit Cagliari Calcio
- Aufstieg in die Serie B: 1×

2012/13 mit der AS Avellino 1912
- Aufstieg in die Lega Pro Prima Divisione: 1×

2009/10 mit der SS Juve Stabia